# Acidocétose
L'acidocétose est la conséquence médicale de la production par l'organisme de corps cétoniques en trop grosse quantité.

## Causes
Elle peut être secondaire à une carence en insuline. Elle est donc plus fréquente chez une personne souffrant de diabète de type 1 qui ne produit plus d’insuline. Elle peut aussi être due à une carence en glucose dans le cadre d’un régime hyperprotéiné par exemple. C’est, dans ce cas, l’hypoglycémie qui fait diminuer physiologiquement la synthèse d’insuline. Elle peut également compliquer un alcoolisme chronique.

## Physiopathologie
La baisse de la concentration de l’insuline dans le sang induit la cétogenèse par l’intermédiaire du glucagon (autre hormone pancréatique). Lorsque l’organisme manque de son carburant normal, le glucose, il se met à consommer les graisses de réserve de l’organisme. Ces graisses sont utilisées sans que l’insuline soit nécessaire pour permettre leur entrée dans les cellules. Il y a donc, au niveau du foie, une production accrue d’acétyl-coA (substrat énergétique issu de la fonte des graisses ou lipolyse) qui va être transformée (seulement en partie) en une famille de substrats énergétiques : les corps cétoniques, dont le représentant principal est l’acétone. Ces derniers pourront être utilisés par le cerveau (celui-ci ne peut en effet utiliser que le glucose et les corps cétoniques comme substrat énergétique), contrairement aux graisses, qui ne peuvent être consommées par le cerveau à des fins énergétiques. Cela permet donc la continuité de l’alimentation du cerveau en substrats énergétiques en cas d’hypoglycémie.
La production de corps cétoniques est donc un phénomène de compensation lorsque les cellules n'arrivent pas à utiliser de glucose ; soit par hypoglycémie soit par production insuffisante d'insuline dans le cadre du diabète.

## Description
L'acidocétose s’accompagne d’une polypnée (entraînant une alcalinisation respiratoire pour lutter contre l’acidose métabolique), de type respiration de Kussmaul (respiration ample en quatre temps), de douleurs et éventuels vomissements, d'une tendance à l'hypothermie, d’un risque de coma (la production des corps cétoniques ne protège pas de l’hypoglycémie à long terme), et d’une haleine à l’odeur de pomme de reinette : l’acétone est un corps cétonique très volatil qui rappelle cette odeur.
En cas d’acidocétose, on peut évaluer le taux d’acétone dans les urines (« acétonurie » ou « cétonurie ») avec des bandelettes réactives.
L’acétone est produite par le foie, et ne peut être utilisée que par certains organes comme le cœur et, dans une moindre mesure, le cerveau. Les graisses de réserve sont donc un « carburant de secours » qui produit des déchets qui ont tendance à s’accumuler.
D’autre part, cette production d’acétone s’accompagne de la production de déchets acides qui vont perturber le fonctionnement des cellules avec risque de coma.
C’est le principe de l’acidocétose contrôlée qui permet l’amaigrissement dans la diète cétogène.